# Буддийский дом во Фронау
Буддийский дом во Фронау (нем. Das Buddhistische Haus) — второй буддийский храм (вихара) традиции тхеравада в Европе. Построен в 1919—1924 годах во Фронау — районе в северной части западного Берлина. Перестроен и превращён в монастырь в 1950-х годах.
Комплекс расположен на холме, состоит из медитационного зала, библиотеки и помещений для монахов.

## История
Буддийский дом построил берлинский врач Пауль Дальке, который во время своих поездок в Азию познакомился с буддийской традицией. В 1900 он принял буддизм, перевёл на немецкий ряд буддийских сочинений с языка пали и стал издавать «Новый Буддийский Журнал».
Осенью 1919 ему удалось получить во владение участок на холме в 36.500 m² во Фронау, засаженный соснами. Ранее он принадлежал протестантской общине, которая отказалась от него из-за сложности подъема на холм и удалённости места.
В 1923 берлинский архитектор Макс Майер построил храм в японском стиле. Дальке финансировал строительство, привлекая свои средства и пожертвования буддистов. В августе 1924 Дальке и его друзья открыли новый храм, а в 1926 был построен ещё один храм.
При жизни П. Дальке «Буддийский дом» функционировал как медитационный комплекс, но не как монастырь. Он не отвечал всем требованиям, предъявляемым к монастырям, в частности здесь проживали и женщины и мужчины. Однако проживающие в Буддийском доме выполняли по меньшей мере Пять Предписаний.
21 сентября 1952 года в Германии было основано Немецкое Общество Дхармадута, которое в 21 сентября 1957 года вступило во владение храмом, купив его у наследников Дальке. Здесь был основан буддийский храм (вихара), в котором стали проживать монахи из Шри-Ланки и других стран. Таким образом в 1957 году исполнилось желание П. Дальке создать истинно буддийский монастырь.

## В настоящее время
С 2000 храмом управлял Тисса Вираратна. С лета 2005 представитель общества Дхармадута уволил всех монахов и сотрудников храма, став вести дела храма вместе с англоговорящим монахом. В 2007 было основано общество Буддийского дома.
Буддийский дом регулярно посещается монахами из разных стран и высокопоставленными гостями. 2 февраля 2007 храм посетил Министр Иностранных Дел Шри-Ланка Рохитха Бололлагама.
Медитационный зал храма постоянно открыт. В храме проводятся семинары, ретриты, лекции, праздничные мероприятия. Библиотека открыта для посетителей.

## Архитектура
Участок спланирован в стиле шри-ланкийских храмов, лестница из 73 ступеней поднимается вверх, символизируя прохождение по Восьмеричному пути.
За храмом находится место собраний. В 1974 году был пристроен цейлонский дом. За храмовым комплексом начинается роща на холме. В саду расположена каменная скульптура богини милосердия Каннон , подаренная японским городом Нагоя. У входных ворот помещена мемориальная доска в память Пауля Дальке.
Буддийский дом охраняется как памятник культуры и памятник садового искусства.